# Totalschaden (Album)
Totalschaden ist das erste Musikalbum des deutschen Rappers Tony D. Es erschien am 14. September 2007 über das Independent-Label Aggro Berlin. Tony konnte mit seinem Debüt direkt in die Top 25 der deutschen Albumcharts einsteigen. Das Album wurde im November 2009 indiziert und darf nicht mehr öffentlich verkauft werden.

## Entstehung
Nachdem Tony D 2005 einen Künstlervertrag bei Aggro Berlin unterschrieben und seinen Bekanntheitsgrad durch seine Beteiligung an dem Sampler Aggro Ansage Nr. 5 stark gesteigert hatte, musste der Rapper im Jahr 2006 zunächst aufgrund einer Knieverletzung pausieren und war nur vereinzelt mit Gastbeiträgen auf Alben befreundeter Hip-Hop-Musiker vertreten. Anfang 2007 begann Tony D mit den Arbeiten an seinem ersten Soloalbum. Dieses stellte er bereits im Mai 2007 fertig.

## Musikalischer Stil
Tony D ist der bekannteste Vertreter des deutschsprachigen Crunks. Dieses Subgenre des Hip-Hop stammt aus dem Süden der Vereinigten Staaten von Amerika und zeichnet sich dadurch aus, dass die Interpreten die Texte häufig schreien. Die Texte fallen dementsprechend simpel aus, was des Öfteren von Kritikern bemängelt wird. Tony D bezeichnet Totalschaden als das erste deutsche Crunk-Album.

„Ich hatte nie das Bedürfnis, mein ganzes Leben in meine Texte zu packen. Ich meine, die Leute können ruhig davon wissen, ich verberge nichts. Aber es ist nicht mein Motiv, Musik zu machen. Mich reizt es eher, mit Musik eine eigene Welt zu erschaffen. Und sie soll Spaß machen. Man soll nicht trauern, wenn man sie hört. Ich will auch niemandem zum Nachdenken bewegen, das machen schon genügend andere Leute. Und es muss ja auch Ausnahmen geben. Wie langweilig wäre sonst deutscher Rap?“

## Versionen
Totalschaden erschien, wie die ebenfalls 2007 über Aggro Berlin veröffentlichten Alben Neger Neger und Willkommen in Abschaumcity, in zwei Versionen. Diese wurden als Standard und Premium Edition zeitgleich veröffentlicht. Die Standard-Version besteht aus einer Compact Disk, auf welcher 19 Musikstücke zu hören sind. Zwei CDs bilden dagegen die Premium Edition. Die erste CD ist dabei identisch mit der Standard Edition. Auf der zweiten Disk der Premium Edition sind sieben weitere Lieder sowie der Videoclip zu dem Musikstück Totalschaden vertreten.

## Inhalt
| CD 1 | CD 2 der Premium Edition |
| --- | --- |
| 1. Intro – 0:48 2. Totalschaden (Album Version) – 2:58 3. Terminator Damager – 3:29 4. Gegnaz (Skit) – 0:29 5. Wo sind die Gegnaz? (feat. B-Tight) – 3:00 6. Auf und ab (feat. Sido) – 5:02 7. Tot so gut – 3:00 8. Mörderrap (feat. Fuhrmann) – 3:50 9. Haus der harten Männer (feat. MOK) – 4:00 10. Hurensohnbaby – 4:09 11. Komm rein (feat. K.I.Z) – 4:46 12. Aaahh (Interlude) – 0:32 13. Meistgesucht (feat. B-Tight) – 3:55 14. Klopf Klopf (feat. Fuhrmann & Bendt) – 3:42 15. T.M.R.B.C. (feat. Frauenarzt) – 3:56 16. Schrei mich nicht an (Skit) – 0:20 17. Technoschaden (feat. Grüne Medizin) – 3:05 18. Betonkanacke – 3:24 19. Outro (feat. Fler) – 2:17 | 1. Intro – 1:07 2. 2 Zuviel (feat. Massiv) – 2:42 3. Pöbeln (Skit) – 0:26 4. In Club (feat. Kitty Kat & Harris) – 3:10 5. Ärgermann (feat. Fler) – 3:17 6. Knochen gebrochen (feat. Sido, B-Tight & Kitty Kat) – 4:18 7. Totalschaden (Smells like Totalschaden) – 3:33 |

## Gastbeiträge

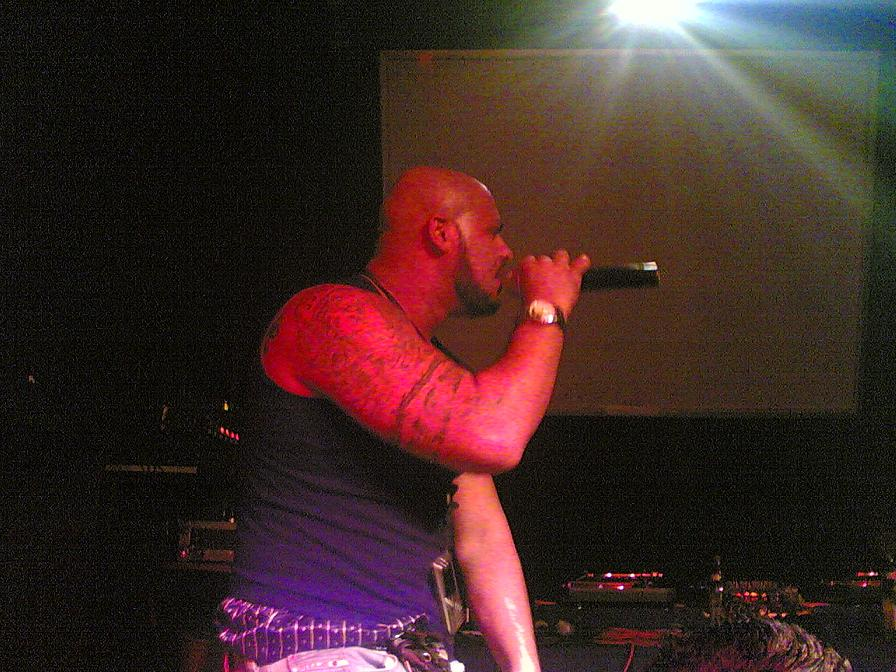
Massiv, der nur auf der Premium Edition vertreten ist

Totalschaden beinhaltet Gastbeiträge von einer Vielzahl an deutschen Rappern. So sind alle bei Aggro Berlin unter Vertrag stehenden Künstler auf dem Tonträger zu hören. Während Sido, B-Tight und Fler auf beiden Versionen vertreten sind, liefert der einzige weibliche Interpret des Labels Kitty Kat nur zwei Gastbeiträge für die zweite CD der Premium Edition von Totalschaden. Auf der Premium Edition sind außerdem der bei Sony BMG unter Vertrag stehende Massiv, sowie eine Hälfte des Duos Deine Lieblings Rapper Harris zu hören.
Hervorzuheben ist der Gastbeitrag der Hip-Hop-Gruppe K.I.Z, die 2007 mit ihrem Album Hahnenkampf in die Top 10 der deutschen Album-Charts einsteigen konnte. Der Beitrag der Gruppe, die bei dem Label Royal Bunker unter Vertrag standen, stoß auf Verwunderung, da Aggro Berlin und Royal Bunker seit mehreren Jahren Streitigkeiten austragen. Mit K.I.Z ist somit erstmals ein bei Royal Bunker unter Vertrag stehender Interpret auf einer Veröffentlichung von Aggro Berlin zu hören.

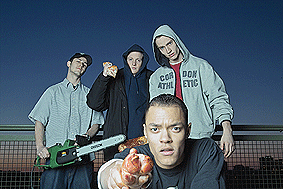
K.I.Z, die auf dem Lied Komm rein zu hören sind

„Wir haben uns beim 1. Mai durch gemeinsame alte Freunde kennen gelernt. Ein gemeinsamer Track war sofort im Gespräch, es war aber auch klar, dass es dabei nicht um Aggro vs. Bunker gehen soll. Wir erwähnen das in dem Track auch gar nicht. Ich finde gut, was die machen, und umgekehrt. Das ist ein Feature wie jedes andere, fertig.“

Tony D, der wie Sido und B-Tight auch bei Sektenmuzik organisiert ist, präsentiert auf Totalschaden außerdem Mitglieder der Sekte. So ist Fuhrmann mit zwei Beiträgen vertreten. Des Weiteren sind Bendt, Grüne Medizin und der aus dem Umfeld der Sekte bekannte Rapper MOK zu hören.

## Produktion
Das Album wurde von einer Vielzahl an Hip-Hop-Musikern produziert. Diese sind Tai Jason, Paul NZA, DJ Desue, Shuko, Dan, Don Tone, Sido Gold, Goofiesmackerz und Djorkaeff. Tai Jason ist mit der Beteiligung an zehn Liedern der Hauptproduzent von Totalschaden. Der in München lebende Produzent hat die Beats zu den Musikstücken Intro, Totalschaden (Album Version), Tot so gut, Mörderrap, Haus der harten Männer, AAAHH! (Interlude), Hurensohnbaby, Komm Rein, Meistgesucht und T.M.R.B.C. beigesteuert. Wo sind die Gegnaz? wurde von Shuko produziert. DJ Desue ist für die Beats der Lieder Auf und ab und 2 Zuviel verantwortlich. Die Produktion von Terminator Damager übernahm Dan und das Instrumental zu Klopf! Klopf! wurde von Tony Ds Labelkollegen Sido beigesteuert. Das Produzenten-Duo Goofiesmackerz ist für vier Beats verantwortlich. Die dazugehörigen Musikstücke sind Betonkanacke, Technoschaden, Intro 2 und In Club. Outro und Ärgermann, auf welchen jeweils Fler vertreten ist, wurden von Djorkaeff produziert. Des Weiteren übernahmen Don Tone die Produktion von Knochen gebrochen und Paul NZA von Totalschaden (Smells Like Totalschaden).

## Vermarktung
Aus dem Album Totalschaden wurde das gleichnamige Lied Totalschaden als Single ausgekoppelt. Diese erschien am 31. August 2007. Auf der Single sind sechs verschiedene Versionen des Musikstücks Totalschaden, der dazugehörige Videoclip und die Lieder Wo sind die Gegnaz? und Komm Rein zu hören. Die Single erschien außerdem in einer 2-Track-Version.
Zu Totalschaden wurde ein Videoclip gedreht. In diesem wird die Totalschaden (Smells like Totalschaden)-Version, in welcher das Lied Smells Like Teen Spirit der Grungeband Nirvana gesamplet wird, gespielt. Später reichte Aggro Berlin eine zweite Version des Videos ein, in welcher eine andere Version des Stücks gespielt wird.
In dem Video spielen die Musiker Sido, B-Tight und Evil Jared, der Bassist der Bloodhound Gang, mit. Sido spielt im Clip Schlagzeug, B-Tight Gitarre und Jared Bass. Weitere Protagonisten, die im Videoclip zu sehen sind, sind die Rapper Frauenarzt, MC Bogy und Smoky.

„Wir hatten schon von Anfang [an] die Idee das Video zu ‚Totalschaden‘ mit einer Band zu machen. Bei Sido war klar, dass er der Schlagzeuger sein sollte, weil er Schlagzeug spielen kann. B-Tight hat die Gitarre bekommen, weil sie ihm so gut gestanden hat und Evil Jared kannten wir bereits über 2/3 Ecken, da haben wir ihn angerufen und er hat auch gleich zugesagt. Er war auch den ganzen Tag von morgens bis abends da und hatte gar keine Starallüren. Das war schon richtig cool, dass er dabei war.“

Das Totalschaden-Video konnte Platz 1 der TRL Most Wanted-Charts der MTV Shows Urban TRL und der regulären Ausgabe der Sendung TRL erreichen.

## Rezeption

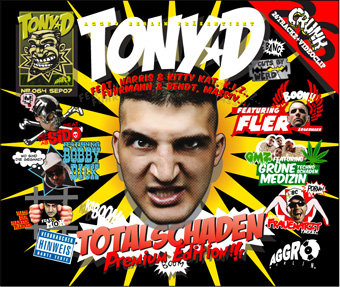
Cover des Pappschubers der Premium Edition

### Erfolg
Totalschaden stieg in der 40. Kalenderwoche des Jahrs 2007 auf Platz 21 der deutschen Albumcharts ein. In der darauffolgenden Woche fiel das Album auf Platz 66 ab. Nach den zwei Wochen konnte Tony Ds Debütalbum keine weitere Platzierung in den 100 meistverkauften Alben der Woche mehr belegen. Auch in Österreich und in der Schweiz erreichte Totalschaden Positionen in den Albumcharts. So stieg Tony D in der Schweiz auf Platz 78 und in Österreich auf Platz 63 der Auflistung der 100 meistverkauften Alben der Woche ein.
Im Gegensatz zum Album Totalschaden konnte sich die gleichnamige Single sieben Wochen in der deutschen Hitliste halten. In der 38. Kalenderwoche stieg diese auf Platz 53 ein. Anschließend fiel sie auf Position 72 und belegte in den darauf folgenden Wochen die Platzierungen 70, 78, 78, 85 und 93 der 100 meistverkauften Singles der Woche. Nach der am 4. November beendeten siebten Woche konnte Totalschaden keine weitere Chartplatzierung mehr erreichen.

### Kritik
Die Kritiken zu Totalschaden fielen durchwachsen aus. So vergab die Internetseite Laut.de dem Album lediglich zwei von möglichen fünf Bewertungspunkten. In der Begründung von Dani Fromm wird unter anderem die fehlende Abwechslung kritisiert. Als positive Aspekte greift die Autorin die Beats von Tai Jason, die über eine „Ästhetik [verfügen], wie sie einst in John Carpenters Halloween-Thema auf den Nerven klimperte“, sowie die Gestaltung des Booklets hervor:

„Für einen Hauch von Vielfalt sorgen lediglich die zahlreichen Featuregäste, die sich aus dem engeren und weiteren Umfeld des Damagers rekrutieren. Wenn B-Tight in […] ‚Wo Sind Die Gegnaz?‘ einen Highspeed-Vers vom Stapel lässt, der endlich einmal wieder zeigt, dass in Bobby Dick nicht nur der Neger sondern tatsächlich ein Rap-Akrobat steckt […] dann kuckt Tony D noch blasser aus der Lederjacke als ohnehin schon.“

Eine weitere Bewertung, die die polarisierende Wirkung des Albums verdeutlicht, ist die Rezension des Hip-Hop-Magazins Juice. Aufgrund der unterschiedlichen Ansichten der Redaktionsmitglieder, wurde Totalschaden in der Rubrik Battle of the ear bewertet und bekam somit zwei Kritiken. Der Autor der ersten Rezension vergab Tony Ds Debütalbum 4,5 von 6 möglichen „Kronen“. In der Begründung wird Tony D als „1A-Entertainer“, der einen unkopierbaren Stil hat, bezeichnet.

„Wenn Tony D Hurensohnbaby anschreit, ist das ganz ehrlich, weitaus spannender, lustiger und unterhaltsamer als die aufgesetzten Geschichten irgendwelcher Koksdealer aus bundesdeutschen Kleinstädten. Einfach mal machen und schauen, was passiert, dürfte die Devise bei den Aufnahmen dieses Albums gewesen sein. Und dieses Konzept geht völlig auf. Einfach mal Kopf abschalten und Anlage aufdrehen, sollte dann auch beim Anhören von Totalschaden gelten. Wer das nicht kann, geht wahrscheinlich zum Lachen in den Keller. Auf dem Weg dorthin, noch ein Tipp: Totalschaden mitnehmen, vielleicht springt ja im Untergrund der Funke über“

In der zweiten Rezension erhielt Totalschaden lediglich 2,5 von 6 Bewertungs-Kronen.

„Auf 16 Zeilen begrenzt […] kann der Damager durchaus viel Gutes tun – auf einem Album aber auch einiges Gutes wieder zerstören. Über die volle Dauer von 14 Songs ist sein grobschlächtiges Gebrüll nämlich schlimmer als die Kombinationen ‚Kreide-Tafel‘, ‚Styropor-Styropor‘ und ‚Zahnarztbohrer-Karies‘ zusammen. Da hilft auch die eigentlich großartige Inszenierung Tony Ds als Comicheld samt Sin City-Booklet nicht weiter: Lustig ist das nicht und wird es vermutlich auch nicht mehr.“

### Indizierung
Die Bundesprüfstelle für jugendgefährdende Medien indizierte Totalschaden im November 2009. Durch Aufnahme in Liste A darf das Album nicht mehr öffentlich beworben oder an Minderjährige verkauft werden.